# Journal of Geometric Mechanics
Journal of Geometric Mechanics (ook JGM) is een internationaal, aan collegiale toetsing onderworpen wetenschappelijk tijdschrift op het gebied van de
toegepaste wiskunde en de mathematische fysica.
De naam wordt in literatuurverwijzingen meestal afgekort tot J. Geomet. Mech.
Het wordt uitgegeven door het American Institute of Mathematical Sciences en verschijnt 4 keer per jaar. Het eerste nummer verscheen in 2009.